# Camille (cantante)
Camille, pseudonimo di Camille Dalmais (Parigi, 10 marzo 1978), è una cantautrice francese.

## Biografia
Padre musicista e madre insegnante d'inglese, Camille nasce e cresce a Parigi interessandosi di danza e musical sin da giovanissima.
Colleziona molte esperienze collaborative prima di debuttare da solista. La più significativa è con il gruppo dei Nouvelle Vague che riprende classici new wave in chiave bossa nova.
Il primo album da solista è Le Sac des filles nel 2002 con la Virgin Records (Paris è il singolo principale) mentre la collaborazione con i Nouvelle Vague porta buoni consensi ed una tournée estiva nel 2004.
L'album che la impone all'attenzione francese e mondiale è il secondo, Le Fil uscito in Francia nel 2005. Pieno di sperimentazioni vocali e musicali e caratterizzato da un bordone ("il filo" del titolo) che unisce tutte le tracce. Un si che fa da sottofondo e attraversa tutto l'album. L'originalità è premiata dalla critica (Prix Constantin) e dal pubblico (Disco d'oro) con riguardo particolare ai singoli Au port e Ta doleur. Al successo ha fatto seguito una fortunata tournée che a sua volta portato alla produzione di un nuovo album, un live, Live au Trianon (2006).

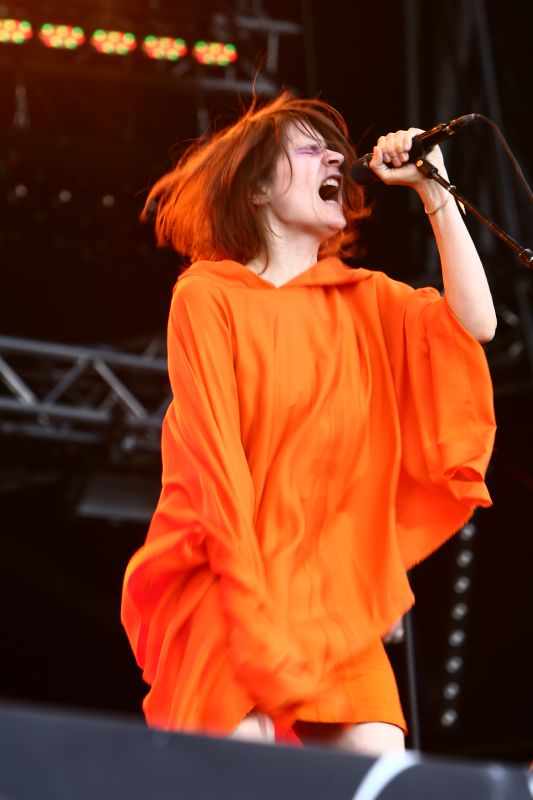
Camille agli Eurockéennes di Belfort nel 2008

Nel 2007 con la canzone Le festin prende parte alla Colonna sonora del film di animazione Ratatouille nel quale dà la voce al personaggio di Colette nella versione francese. Non è la sua prima esperienza cinematografica in quanto nel 2001 aveva interpretato il film Love Bites - Il morso dell'alba (Les Morsures de l'aube) per la regia di Antoine de Caunes.
Il 7 aprile 2008 esce il suo quarto album, Music Hole, anticipato in febbraio dall'uscita, solo per il download on line, di due singoli: Gospel With No Lord e Money Note.
Nel 2010, l'artista francese collabora con i Nouvelle Vague al singolo Putain putain contenuto in Couleurs sur Paris; collabora al brano Debout di Jérôme Van Den Hole contenuto nel primo album di quest'ultimo. Inoltre nel medesimo anno il brano Ta douleur viene utilizzato in alcuni sketch del Saturday Night Live; mentre una cover di Pour que l'amour me quitte viene inserita da Elisa nell'album Ivy in duetto con Giorgia
Il 3 ottobre 2011 pubblica un nuovo album: Ilo Veyou cui segue nel 2013 il secondo album live Ilo Lympia, registrato all'Olympia
Nel 2013 collabora con Raphael Gualazzi alla canzone L'amie d'un italien (Rainbows) nell'album Happy Mistake.
Nel 2015 prende parte alla colonna sonora del film d'animazione Il piccolo principe.
Il 2 giugno 2017 esce OUÏ, il suo quinto album, del quale a novembre esce una seconda edizione rititolata OUÏÏ con una nuova sezione ritmica e l'aggiunta di un brano (2012) che era già stato portato in concerto. A dicembre l'album ottiene il disco d'oro avendo raggiunto le 50 000 copie vendute.
Nel 2021 presenta il suo primo documentario Comme un poisson dans l'air, girato durante la sua seconda gravidanza..

## Vita privata
Il 18 novembre 2010 diventa mamma di Marius, avuto dalla relazione con il percussionista Clément Ducol. Nel 2013 ha una seconda figlia, Lila.

## Discografia
Album in studio
- 2002 - Le Sac des filles
- 2005 - Le Fil
- 2008 - Music Hole
- 2011 - Ilo Veyou
- 2017 - OUÏ (riedito come OUÏÏ)

Live
- 2006 - Live au Trianon
- 2013 - Ilo Lympia

## Cinema

### Regista
- Comme un poisson dans l'air (2021) - documentario

### Attrice
- Love Bites - Il morso dell'alba (Les Morsures de l'aube), regia di Antoine de Caunes (2001)
- Ratatouille, regia di Brad Bird (2007) - voce
- Elle s'en va, regia di Emmanuelle Bercot (2013)
- Fever, regia di Raphaël Neal (2014)
- Capitaine Marleau, serie televisiva (2019) - 1 episodio
- Comme un poisson dans l'air, regia di Camille (2021) - documentario

### Colonna sonora
- Emilia Pérez, regia di Jacques Audiard (2024)